# Hans-Werner Kammer

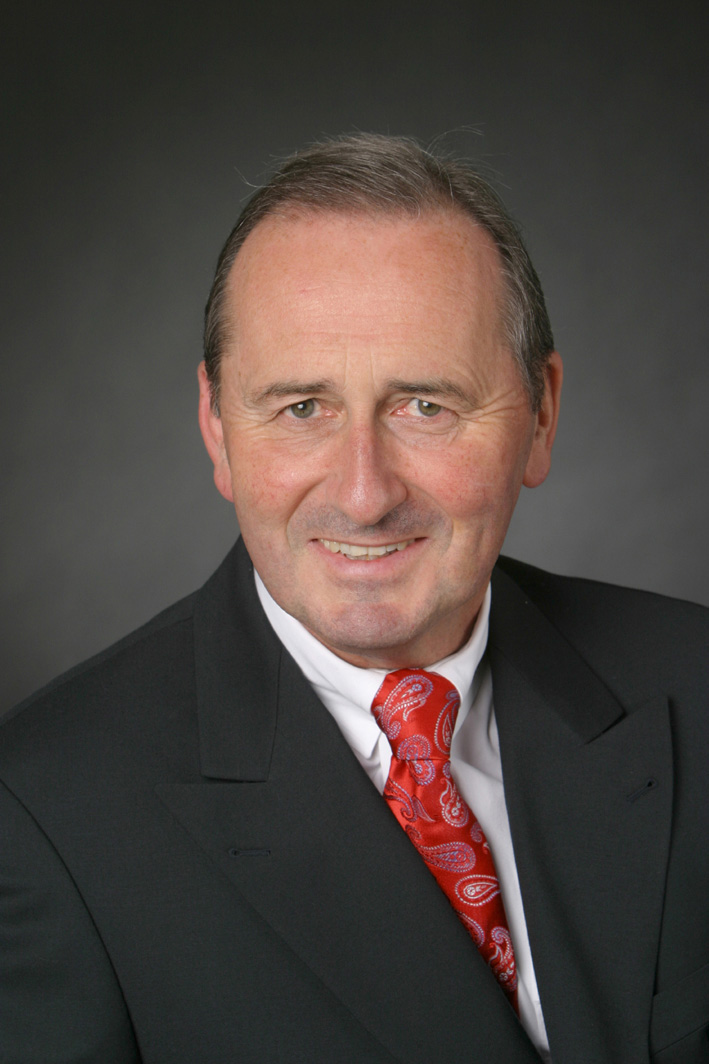
Hans-Werner Kammer (2010)

Hans-Werner Kammer (* 16. Juni 1948 in Varel) ist ein deutscher Politiker (CDU) und von 2005 bis 2009 sowie von 2010 bis 2017 Mitglied des Deutschen Bundestages.

## Leben und Beruf
Kammer absolvierte eine Ausbildung zum Kaufmann im Groß- und Außenhandel und anschließend eine Weiterbildung zum staatlich anerkannten Bilanzbuchhalter. Er war von 1970 bis 2005 in einem Bauunternehmen in Wilhelmshaven, zuletzt als Prokurist und kaufmännischer Leiter, tätig. 
Hans-Werner Kammer ist verheiratet und hat einen Sohn.

## Partei
Kammer trat 1974 in die CDU ein und war von 2002 bis 2010 Vorsitzender des CDU-Kreisverbandes Friesland.

## Abgeordneter
Kammer gehörte von 1976 bis 1998 dem Gemeinderat von Zetel an und ist seit 1980 Mitglied des Kreistages des Landkreises Friesland, wo er seit 2001 auch Vorsitzender der CDU-Fraktion ist.
Von 2005 bis 2009 war Kammer Mitglied des Deutschen Bundestages und hier stellvertretender Vorsitzender des Arbeitskreises Küste der CDU/CSU-Bundestagsfraktion. 
Bei der Bundestagswahl 2009 verpasste er zunächst den Wiedereinzug in den Bundestag. Durch den Sitzverzicht von Martina Krogmann zog Kammer jedoch am 1. April 2010 über die Landesliste Niedersachsen der CDU wieder in den Bundestag ein. Bei der Wahl zum Bundestag am 22. September 2013 konnte er erneut über die Landesliste der CDU in den Bundestag einziehen. 2017 verpasste er den Wiedereinzug. Kammer war Mitglied im Ausschuss für Verkehr und digitale Infrastruktur.

## Öffentliche Ämter
Von 1981 bis 1991 war Kammer Bürgermeister der Gemeinde Zetel.